# Huandacareo (kommun)
Huandacareo är en kommun i Mexiko.   Den ligger i delstaten Michoacán de Ocampo, i den centrala delen av landet, 230 km väster om huvudstaden Mexico City.
Följande samhällen finns i Huandacareo:
- Huandacareo
- San José Cuaro
- La Estancia